# Luštrek
Luštrek (znanstveno ime Levisticum officinale) je začimbna rastlina iz družine kobulnic.

## Opis
Luštrek je 1 do 2 metra visoka rastlina z votlim, vzdolžno žlebičastim steblom in močno, razvejano korenino. Ob dnu stebla ima rastlina venec do 70 cm dolgih ter do 60 cm širokih pernato deljenih listov, ki so nameščeni na dolgih pecljih. Proti vrhu postajajo listi čedalje manj deljeni in so na vrhu razvejanega stebla razdeljeni le še na tri suličaste listke.
Luštrekovi cvetovi so kobulasti, sestavljeni pa so iz 8 do 15 vejic. Rastlina cveti julija in avgusta, barva drobnih cvetov pa je rumena.

## Razširjenost in uporabnost
Luštrek se kot začimbna in zdravilna rastlina goji po vrtovih, njegovo seme pa se zlahka razširi. Kot začimba se uporabljajo luštrekovi listi, ki imajo vonj, ki v hrani spominja na meso. Največ se uporablja kot začimba k zelenjavnim juham.
Kot zdravilo se uporablja eterično olje, ki se ga pridobiva iz korenin. Olje v koreninah odganja vetrove ter vpliva na povečano odvajanje vode. Pomaga tudi pri izkašljevanju.